# オーレリアン・コリン
オーレリアン・コリン（Aurélien Collin、1986年3月8日 - ）は、フランスの元プロサッカー選手。ポジションはDF。

## 経歴
いくつかのユースチームを経て、2007年8月にスコットランドのグレトナFCとプロ契約を締結。同月のハート・オブ・ミドロシアンFC戦でプロデビューを果たした。
2008-09シーズンはギリシャのパンセライコスFCでプレー。2009年2月、カンファレンス・ナショナルに所属するレクサムAFCと契約を結んだ。
2009年8月、ポルトガルのヴィトーリア・セトゥーバルにフリーで加入。
2011年4月、メジャーリーグサッカーのスポルティング・カンザスシティに加入。
2014年12月、ジャリル・アニババとのトレードでオーランド・シティSCに加入。
2016年8月、ニューヨーク・レッドブルズに加入。
2019年1月、フィラデルフィア・ユニオンにフリーで加入。

## タイトル

### クラブ
スポルティング・カンザスシティ
- USオープンカップ: 2012
- MLSカップ: 2013

ニューヨーク・レッドブルズ
- サポーターズ・シールド: 2018

### 個人
- MLSベストイレブン: 2012
- MLSカップMVP: 2013